# 羅肖里鄉 (布勒伊拉縣)
44°48′N 27°23′E / 44.800°N 27.383°E
羅肖里鄉（羅馬尼亞語：Comuna Roșiori, Brăila），是羅馬尼亞的鄉份，位於該國東南部，由布勒伊拉縣負責管轄，面積64平方公里，海拔高度37米，2007年人口2,940，人口密度每平方公里46人。